# Нидерланды на «Евровидении-1959»
Нидерланды принимали участие в Евровидении 1959, проходившем в Каннах, Франция. На конкурсе их представляла Тедди Схолтен с песней «Een beetje», которая победила на национальном отборе. Нидерланды на этот раз одержали победу второй раз (впервые в 1957 году), получив 21 балл. Страна отдала 5 баллов Великобритании, 3 балла Швеции и по 1 баллу Дании и Бельгии. Комментатором конкурса от Нидерландов в этом году был Пит те Нёйл (1956-1958), а глашатаем — Сиб ван дер Зи (1958).

## Национальный отбор[2]
Национальный финал проходил в телестудии AVRO TV в Хилверсюме, организованной Карин Краайкамп. Было задействовано восемь песен и семь певцов, причем все песни были представлены дважды разными исполнителями, один раз с полным оркестром и один раз в более урезанном стиле.
Песня-победитель была выбрана голосованием от региональных жюри, а затем «экспертное» жюри решило, кто из двух исполнителей и версии песни-победителя должен отправиться в Канны. После того, как «Een beetje» был объявлен победителем, экспертное жюри выбрало Схолтен с полной оркестровой версией песни.
| Номер | Первый исполнитель       | Второй исполнитель           | Песня                   | Место | Баллы |
| ----- | ------------------------ | ---------------------------- | ----------------------- | ----- | ----- |
| 1     | Корри Броккен и Брюс Лоу | Гретье Кауффелд и Йон де Мол | «Mijn hart en ik»       | 3     | 103   |
| 2     | Гретье Кауффелд          | Дик Доорн                    | «Als ik denk aan geluk» | 7     | 27    |
| 3     | Тонни ван Хюлст          | Корри Броккен                | «Kleine zilv’ren ster»  | 7     | 27    |
| 4     | Йон де Мол               | Гретье Кауффелд              | «Op het plein»          | 6     | 28    |
| 5     | Корри Броккен            | Брюс Ло                      | «Iedere dag met jou»    | 4     | 90    |
| 6     | Дик Доорн                | Тедди Схолтен                | «De regen»              | 2     | 154   |
| 7     | Брюс Ло                  | Тонни ван Хюлст              | «Angelina»              | 5     | 53    |
| 8     | Тедди Схолтен            | Йон де Мол                   | «Een beetje»            | 1     | 235   |

## Страны, отдавшие баллы Нидерландам
Каждая страна имела жюри в количестве 10 человек, каждый человек мог отдать очко понравившейся песне.
| Отдали Нидерландам… | Отдали Нидерландам… | Отдали Нидерландам… | Отдали Нидерландам… | Отдали Нидерландам…   |
| 7 баллов            | 4 балла             | 3 балла             | 2 балла             | 1 балл                |
| ------------------- | ------------------- | ------------------- | ------------------- | --------------------- |
| Италия              | Франция             | Австрия Бельгия     | Германия            | Монако Великобритания |

## Страны, получившие баллы от Нидерландов
| 5 баллов | Великобритания |
| 3 балла  | Швеция         |
| 1 балл   | Дания Бельгия  |